# Elmar F. Baur

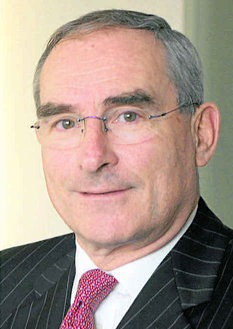
Elmar F. Baur

Elmar F. Baur (* 5. Juni 1941 in Augsburg) ist ein deutscher Unternehmer.

## Leben
Baur absolvierte ein Maschinenbaustudium in Augsburg an der dortigen Fachhochschule und anschließend an der TU München, ebenfalls im Bereich Maschinenwesen. Zusätzlich diplomierte er an der TU-München zum Wirtschaftsingenieur.
Sein Berufsleben begann mit verschiedenen Aufgaben im Bereich Controlling und Verkauf bei internationalen Unternehmen der Drucklufttechnik. Es folgten Geschäftsleitungs-Positionen, als Allein-Geschäftsführer oder Vorsitzender der Geschäftsführung bei CI Caravans (Wohnwagen) in Zweibrücken, bei Seeger-Orbis (Sicherungselemente) in Königstein, Isartaler Schraubenkompressoren in Geretsried und bei der Arbau-Deutschland Gruppe in Heidelberg und Memmingen.
1989 wurde er zum Professor für Produktion am Fachbereich Wirtschaftsingenieurwesen der Fachhochschule München berufen und war dort bis 1991 tätig.
1991 übernahm Baur als alleiniger Geschäftsführer die Leitung der Burgmann-Gruppe (heutige EagleBurgmann, international führender Dichtungshersteller). Ab Eintritt von weiteren Geschäftsführern 1993 und 2004 war er Vorsitzender der Geschäftsführung Burgmann Industries GmbH & Co. KG bis zum Jahr 2006. Aktuell ist er Geschäftsführer der Beratungsfirma Baur&Company.
Baur war Präsidiumsmitglied und mehrfach Präsident der European Sealing Association 1996–2007 und Ehrenmitglied der amerikanischen Schwesterorganisation FSA. Er ist Vizepräsident und Schatzmeister des Verbandes der bayerischen Textil- und Bekleidungsindustrie sowie Mitglied in Ausschüssen und Kommissionen der IHK München und Oberbayern. Er hält Aufsichtsrats-Mandate in deutschen und italienischen Unternehmen. Baur ist Mitglied des Hochschulrates der Hochschule für angewandte Wissenschaften München.
Baur hat sich insbesondere für Themen der sozialen Gerechtigkeit engagiert und auf verschiedenen Foren, bei Symposien und in Aufsätzen eine faire Aufteilung des Unternehmensgewinns zwischen den Stakeholdern angemahnt. Baur ist Vorstand in Stiftungen zur Förderung von Jugendlichen. Bekannt wurden seine Aktivitäten im sozialen Bereich auch über einen „Rollentausch“, bei dem er und Mitarbeiter jeweils in sozialen Unternehmen, wie einer Behindertenwerkstatt oder einem Kloster, tätig wurden und deren Mitarbeiter im Unternehmen Baur’s.
Elmar Baur ist seit 1968 mit Maria Baur verheiratet, hat drei Söhne und wohnt in Geretsried.

## Auszeichnungen
- Bayerischer Verdienstorden, verliehen 2004
- Bundesverdienstkreuz am Bande, verliehen 2001
- Goldenes Ehrenzeichen der Steiermark, Österreich, verliehen 2000